# Рудрасена I (Вакатака)
Рудрасена I (д/н — 355/360) — магараджа Праварапури в 330/335—355/360 роках.

## Життєпис
Походив з династії Вакатака. Онук Праварасени I, син Гаутаміпутри й доньки Бгаванаґі, магараджи Падмаваті. Після смерті діда розділив з іншим родичем — Сарвасеною — володіння Вакатаків, отримавши область Праварапуру.
Відмовився від титулу самраат (вселенський правитель), взявши титул маграджа. Свою столицю розташував у місті Нандівардхана. Тому часто цю гілку Вакатака називають Праварапура-Нандівархана.
Рудрасену I описували як відданого поклонника Махабхайрави — грізної форми Шиви. Можливо, на шиїтські нахили Рудрасени вплинули його родичі по материнській лінії, які відзначалися своєю відданістю Шиві. Побудував храм Шиви в Деотеку. Записи династії Вакатака стверджують, що скарбниця, армія та престиж Рудрасени I безперервно зростали.
Деякі вчені в минулому ототожнювали Рудрасену з магараджею Рудрадевою в написі на стовпі в Аллахабаді, де Рудрадева описується як один з правителів Ар'яварти, яких знищив Самудрагупта. А. С. Альтекар зазначає, що ця ідентифікація ґрунтується лише на зовнішній подібності імен і є малоймовірною з ряду причин. По-перше, регіон Ар'яварта належить до Північної Індії, тоді як володіння Вакатаків були розташовані в Дакшинапатхі. По-друге, не було особливого приводу для суперництва між Гуптами і Вакатаками, оскільки їх сфери впливу були досить різні. Навіть під час південного походу Самудрагупти не було прямого конфлікту між Гуптами та Вакатаками.
Спадкував йому син Прітхвісхена I.